# علی‌اصغر شیخ رضائی
علی‌اصغر شیخ رضائی سیاست‌مدار ایرانی بود، که در  دوره بیست و سوم  به‌عنوان نماینده گرمسار در مجلس شورای ملی حضور داشت.